# 린탈역
린탈역(독일어: Bahnhof Linthal)은 스위스 글라루스주의 글라루스 쥐트 시정촌에 있는 기차역이다. 베젠-린탈 철도 노선의 종점이며, 린탈 마을에 서비스를 제공한다.
이 역은 취리히에서 매시간 운행되는 취리히 S-반 서비스 S25의 종점이다.
역은 또한 5월과 9월 사이에 클라우젠 고개를 가로질러 여러 차례 매일 왕복 여행을 제공하는 고트하르트 철도와 루체른호의 플뤼엘렌역까지 가는 포스트버스 스위스 서비스의 종점이기도 하다. 그 기간 외에는 우르너보덴 스프린터라고 하는 미니버스 서비스가 고개로 가는 경로에서 우르너보덴까지 하루 3번의 연결편을 제공한다.